# Fabian Nürnberger
Fabian Nürnberger (Amburgo, 28 luglio 1999) è un calciatore bulgaro con cittadinanza tedesca, centrocampista del Darmstadt.

## Biografia
Nato in Germania, suo padre è tedesco mentre sua madre è bulgara.

## Caratteristiche tecniche
È un terzino sinistro.

## Carriera

### Club
Ha esordito tra i professionisti con il Norimberga nel 2019. Nel maggio dello stesso anno ha firmato il suo primo contratto da professionista con il club.
Il 30 maggio 2023 viene acquistato dal Darmstadt.

### Nazionale
Il 29 agosto 2024 viene convocato per la prima volta dalla Bulgaria, nazionale delle sue origini, con cui ha esordito il 5 settembre seguente nella sfida pareggiata 0-0 in UEFA Nations League in casa della Bielorussia.